# 지리극

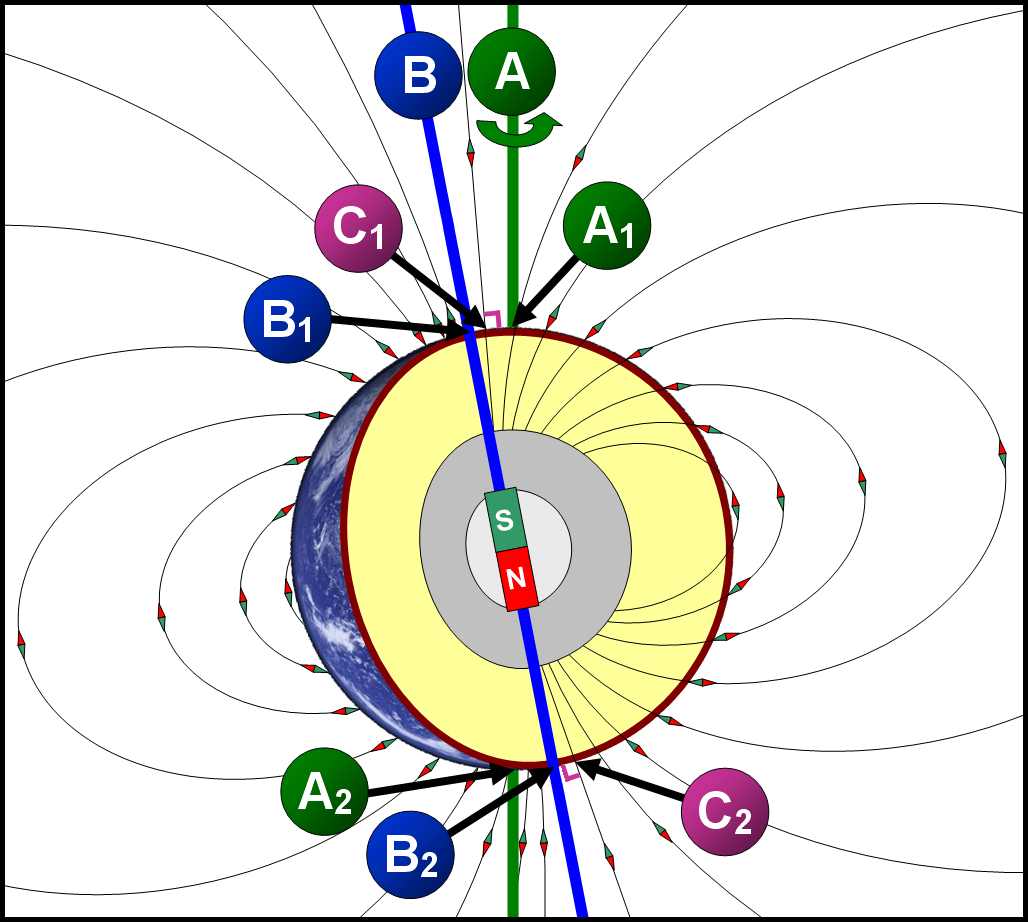
회전축 A(녹색). 지리극 A1(북). 지리극 A2(남). 자기장과 자기회전축 B(파란색). 북쪽 자기극 B1. 남쪽 자기극 B2.

지리극은 회전축이 표면과 교차하는 두 점들 가운데 하나이다. 북극점은 북극해에 놓이며 남극점은 남극에 놓인다. 북극과 남극은 태양계의 다른 행성이나 위성에도 정의되기도 하며 이때 북극면은 지구의 북극과 동일한 불변면이 된다.
지구 표면에 상대적으로 지리극은 수년에 걸쳐 수미터 이동한다.

## 같이 보기
- 지구의 자전
- 극운동